# 황새치자리 AB

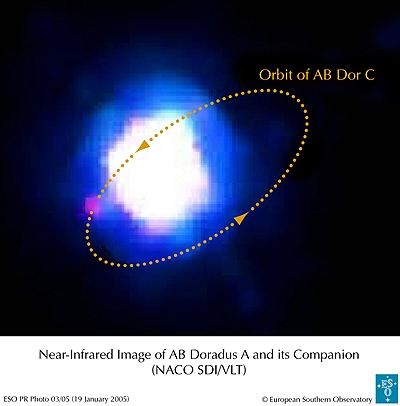
황새치자리 AB

황새치자리 AB는 전주계열성 단계에 있는 삼중성계로, 황새치자리에 있다. 주성은 주기적으로 활동량이 증가하는 플레어 별이다.

## 항성계
주성 황새치자리 AB A는 태양보다 50배 빠른 속도로 자전하기 때문에 강력한 자기장을 갖고 있다. 주성의 표면에는 태양보다 훨씬 많은 숫자의 흑점이 있을 것으로 추측된다. 이렇게 많은 흑점들 때문에 별의 밝기는 자전 주기마다 변화를 보인다. 이 별의 적도 부분에서의 자전 속도를 잰 결과, 자기장 때문에 회전 속도가 변화하는 것이 관측되었다.
황새치자리 AB는 주성 외에도 반성 둘이 더 있다. 황새치자리 AB B는 주성을 약 135 천문단위 거리만큼 떨어져서 돌고 있다. 황새치자리 AB C는 2.3 천문단위 정도로 A에 가까이 붙어 있으며 공전주기는 11.75년이다. C는 지금까지 발견된 별들 중 질량이 가장 작은 반열에 들어간다. 이 별의 구체적 질량은 목성의 93배로, 갈색 왜성과 적색 왜성의 경계선인 목성질량 75 ~ 83배 근처에 있다.
황새치자리 AB 항성계는 황새치자리 AB 이동성군의 일원이다. 이들은 약 30개의 항성계로 이루어진 집단으로 서로 중력적으로 느슨하게 연결되어 있으며, 나이들이 같으며 우주 공간을 같은 방향으로 이동하고 있다. 이 이동성군에 속한 모든 별들은 거대 분자 구름 속에서 동시에 태어난 것으로 보인다.